# Гърци
 Тази статия е за етническата група.  За селото в България вижте Градец (област Видин).  
Гърците (на гръцки: Έλληνες) са индоевропейски народ, представляващ мнозинство в Гърция и Кипър и говорещ гръцки език.

## Произход на термина
Термините „Гърция“ и „гърци“ се появяват сравнително късно и имат латински произход. През по-ранните исторически епохи самите гърци наричат себе си ахейци и данайци, а и всяко племе има различно име. Едва по-късно, но не по-рано от 8 – 7 век пр.н.е. те започват да наричат себе си елини, а страната си Елада. Названията се създават постепенно с образуването на гръцката народност.
На географското разположение на племената отговаря и разпространението на основните диалекти в старогръцкия език – йонийски, еолийски и дорийски. Чак след средата на 4 век пр.н.е. след укрепване на връзките между отделните гръцки градове-държави възниква общогръцкият език койне.

## История

### В Османската империя
През 1597 г. Файнс Морисън пише, че евреите и гърците „държат“ търговията на Турция.

### Кралство Гърция
Гръцкото националноосвободително движение от ранния XIX век води до образуването на самостоятелна държава на територията на древна Елада – Кралство Гърция. Създаването на гръцката държава през 1832 г. по силата на Лондонската конференция възбужда спорове сред учените. Този спор е причината за труда на Якоб Фалмерайер – „История на полуостров Морея през Средновековието“. В него той излага тезата си, че населението от началото на XIX век, което обитава територията на някогашната Елада, не е чисто елинско, т.е. древногръцко по своя произход, а е резултат на етногенетични процеси протекли през Средновековието, когато тази територия е била обект на варварски нашествия. На Балканите голямата част от заселилите се през VI век славяни постепенно асимилират немалко от местното византийско население, оцеляло преди това от нашествията на готи, хуни и авари. В континентална Гърция, населението с гръцко съзнание също е силно редуцирано вследствие на войните и асимилационни процеси и бяга като се разселва по островите. Когато по-късно през вековете Византия отново се стабилизира, гръцката култура, която е съхранена от това население по островите, отново се разпростира на континента. Така, славяните на свой ред, също са асимилирани в гръкоезичната православна среда, превръщайки се във византийци. След падането на Византия под османска власт се формира специфична православна общност, с различен етнически състав, наричана рум миллет, на чиято основа през XIX век се формира гръцката нация. Независимо от това, през XX век в Гърция се използват специфични термини за някои негръцки по произход общности, които са присъединени доброволно, или не съвсем по волята си, към гръцката нация. Такива са т. нар. славяногласни гърци (българи), албаногласни гърци (арванити), влахогласни гърци (армъни), туркогласни гърци (караманлии), арменогласни гърци (хайхуруми) и др. Днес почти цялото това разнородно население, има гръцко национално съзнание. Днес в Гърция се приема, че съвременните гърци са преки потомци на древните елини. Същевременно официалните власти не признават съществуването на национални малцинства в страната, а само на езикови и религиозни такива.

## Гърци в България
Според преброяването от 2011 година в България като етнически гърци се определят 1355 души. Традиционни гръцки общности има в градовете по черноморското крайбрежие – Варна, Поморие, Бургас, Созопол, Ахтопол, както и в Пловдив и Асеновград. Голяма част от местното гръцко население в България се изселва в началото на XX век след антигръцките погроми в България и по силата на спогодбата за обмен на население между България и Гърция Калфов-Политис след Първата световна война. Част от гърците в България са потомци на политически емигранти, заселили се след Гражданската война в страната от средата на XX век.